# Річард Річардсон (тенісист)
Річард Річардсон (англ. Richard Richardson; 9 серпня 1852 — 16 травня 1930) — колишній британський тенісист.
Здобув 4 одиночні титули.
Найвищим досягненням на турнірах Великого шолома були фінали в одиночному розряді.
Завершив кар'єру 1884 року.

## Фінали турнірів Великого шолома

### Одиночний розряд (2 поразки)
| Результат | Рік  | Турнір                    | Суперник      | Рахунок            |
| --------- | ---- | ------------------------- | ------------- | ------------------ |
| Поразка   | 1881 | Вімблдонський турнір 1881 | Вільям Реншоу | 4–6, 2–6, 3–6      |
| Поразка   | 1882 | Вімблдонський турнір 1882 | Ернест Реншоу | 5–7, 3–6, 6–2, 3–6 |

## Титули і фінали в одиночному розряді
Нотатка: як місце проведення літерою (L) позначено Ліверпуль, (M) - Манчестер, що чергувалися до 1929 року
| Легенда (3-4) |
| Перемога      |
| Фінал         |

| Результат | Ранг | Дата     | Турнір                                 | Покриття | Суперник             | Рахунок                  |
| --------- | ---- | -------- | -------------------------------------- | -------- | -------------------- | ------------------------ |
| Перемога  | 1.   | Тра 1880 | Northern Lawn Tennis Championships (M) | Трава    | Walter Edwin Fairlie | 6–0, 6–3, 6–0            |
| Поразка   | 1.   | Тра 1881 | Irish Championships                    | Трава    | Герберт Лоуфорд      | 7–5, 5–7, 6–3, 4–6, 7–9  |
| Перемога  | 2.   | Чер 1881 | Waterloo Lawn Tennis Championships     | Трава    | N. C. Jones          | 6–0, 6–0                 |
| Перемога  | 3.   | Чер 1881 | Northern Lawn Tennis Championships (M) | Трава    | John Comber          | 6–1, 6–1, 6–0            |
| Поразка   | 2.   | Лип 1881 | Вімблдонський турнір                   | Трава    | Вільям Реншоу        | 4–6, 2–6, 2–6            |
| Перемога  | 4.   | Тра 1882 | Northern Lawn Tennis Championships (L) | Трава    | Ернест Реншоу        | 6–1, 3–6, 5–7, 6–4, 11–9 |
| Поразка   | 3.   | Лип 1882 | Вімблдонський турнір                   | Трава    | Ернест Реншоу        | 5–7, 3–6, 6–2, 3–6       |